# 种輯
种 輯（ちゅう しゅう、? - 200年）は、中国後漢時代末期の政治家。

## 事跡
朝廷に仕え、侍中となった。董卓による長安遷都後に、种輯は荀攸らと共に董卓暗殺計画を謀ったが、事前に発覚して失敗に終わった。
興平2年（195年）、种輯は献帝の洛陽帰還行に随行した。その途中、華陰を統治していた段煨が一行を出迎えた。この時、段煨は献帝を自陣に迎え入れようと考えた。しかし段煨と元々仲が悪かった楊定が反対したため、种輯も友人である楊定の反対論を支持した。なお段煨には、献帝を独占する野心は無かったといわれている。
建安5年（200年）、長水校尉に遷っていた种輯は、董承や劉備らと共に曹操誅殺のクーデターに参加した。しかし事前に発覚し、种輯は董承らとともに処刑されてしまった。
小説『三国志演義』でもほぼ同様の内容だが、董卓暗殺未遂事件や段煨との出来事に関しては触れられていない。